# Мордка
Мо́рдка (мортка) — единица новгородской областной денежной системы (Меховые деньги), предшествовавшей началу чеканки в Новгороде серебряных монет (1420). 
Соотношение мордки с другими единицами денежной системы таково: мордка = 2 четверцам = 10 лобцам = 20 векшам = 2/3 ногаты. Мордка является разновидностью общерусской системы кун, объединявшей в XIII—XIV вв. так называемые меховые ценности. В памятниках XIII века мордка обычно сочетается с куной (куньи мордки). В 1420-е гг. приравнивалась к 10 пфеннигам Любека, к середине XV века вышла из употребления как действующая денежная единица.
Однако впоследствии название «мордка» сохранялось до начала XVIII века как четверть деньги или половина полушки (даже после прекращения чеканки пул), также иногда использовались и её доли (полумордка, полуполумордка и даже полуполуполумордка). В 1700 году в ходе денежной реформы Петра I был отчеканен один тираж полуполушки при одновременном запрете хождения суррогатов («сечёных» серебряных монет, кожаных и иных «жеребьев»), но из-за девальвации копейки в XVII в. он оказался убыточным, и на этом история таких мелких монет закончилась.